# Ambasada Rzeczypospolitej Polskiej w Czarnogórze z siedzibą w Podgoricy
Ambasada Rzeczypospolitej Polskiej w Czarnogórze z siedzibą w Podgoricy (czarn. Ambasada Republike Poljske u Podgorici) – polska misja dyplomatyczna w stolicy Czarnogóry.
Polska uznała niepodległość i nawiązała stosunki dyplomatyczne z Czarnogórą 14 sierpnia 2006; Czarnogóra niepodległość ogłosiła 3 czerwca 2006. W 2008 otwarto Ambasadę RP w Podgoricy.